# Обервіс
Обервіс (нім. Oberwies) — громада в Німеччині, розташована в землі Рейнланд-Пфальц. Входить до складу району Рейн-Лан. Складова частина об'єднання громад Нассау.
Площа — 2,02 км2. Населення становить 146 ос. (станом на 31 грудня 2020).